# Charlene McKenna
Charlene Lee McKenna (irlandese: Searlaoin Nic Chionaoith; Glaslough, 26 maggio 1984) è un'attrice irlandese, vincitrice del premio come "Miglior Attrice Televisiva" all'Irish Film and Television Award e come "Miglior Attrice in una Miniserie" al Festival della Televisione di Monte Carlo.

## Carriera
McKenna ha debuttato a teatro all'età di 11 anni, interpretando un ruolo minore in Oklahoma! con il Monaghan Youth Theatre, mentre studiava Religione e Musica al Mater Dei Institute of Education di Dublino. La carriera televisiva è stata lanciata dalla serie irlandese Pure Mule, nella quale ha interpretato Jennifer.
McKenna ha interpretato ruoli di vario genere in diversi programmi televisivi irlandesi, tra i quali quelli di maggiore successo sono stati Raw, Single Handed e Whistleblower. Ha recitato anche in un dramma di due ore ambientato nel periodo dickensiano e girato a Dublino, che è stato poi trasmesso su ITV alla fine del 2007. Insieme a lei hanno recitato Derek Jacobi, Toby Jones, Bradley Walsh, Zoë Wanamaker, Martin Freeman, Steve Pemberton, Anna Madeley e Gina McKee.
Nel 2007 l'attrice ha partecipato insieme a Barry Ward al cortometraggio Danger High Voltage, diretto da Luke McManus e trasmesso al festival musicale Electric Picnic di Stradbally, Laois. Il corto ha vinto dei premi nel 2008 al Galway Film Fleadh e al Cork Film Festival.
McKenna è apparsa nel secondo episodio di Single Handed 2, trasmesso il 1º gennaio 2008, nel quale il suo personaggio, Eilish, aveva perso un figlio di due anni e aveva dovuto subire le angherie dei parenti. La sua interpretazione è stata descritta come "eccezionale".
Ad agosto dello stesso anno l'attrice ha partecipato a Whistleblower, un dramma in due parti basato su una storia reale, lo scandalo che negli anni '70 aveva coinvolto il ginecologo Michael Neary dell'ospedale Nostra Signora di Lourdes di Drogheda, Contea di Louth. McKenna ha interpretato Karen, una giovane madre a cui viene praticata un'isterectomia non necessaria dopo aver partorito.
Nel 2009 l'attrice ha interpretato il ruolo di Paula Abbot, nella seconda stagione della serie The Fixer.
In Raw, serie televisiva ambientata in un ristorante fittizio di Dublino, McKenna ha interpretato Jojo, una giovane chef che lavora sotto il comando della dura manager Tanya. Nel quarto episodio della serie, l'attrice ha recitato in una scena di nudo frontale totale. McKenna si è detta soddisfatta del fatto che la sua scena non abbia attratto critiche negative da parte del pubblico irlandese. Ad affiancarla nella serie figurano Keith McErlean della serie inglese Bachelors Walk e Shelley Conn di Amanti. McKenna ha lasciato Raw nel 2013, in seguito alla puntata finale della quinta stagione (trasmessa il 10 febbraio).
Nel 2008 l'attrice è apparsa anche al cinema, interpretando il ruolo di Mary McMahon nella pellicola Dorothy Mills.
Nel 2009 era stata proposta per recitare nella pellicola Land of the Lost insieme a Will Ferrell, tuttavia la parte fu infine assegnata alla collega Anna Friel.
Nel 2011, McKenna ha fatto un'apparizione in un episodio della serie di Channel 4 Sirens. Nello stesso anno ha interpretato l'antagonista Lamia (IPA: lɑːmiːə) nell'ottavo episodio della quarta stagione della serie della BBC Merlin, intitolato con il nome del suo personaggio. Apparendo in Misfits ha interpretato Shannon, la fidanzata morta di Seth (Matthew McNulty), mentre nell'episodio speciale di Skins "Pure" ha interpretato Maddie, coinquilina di Cassie (Hannah Murray). Tra il 2012 e il 2013 ha avuto il ruolo ricorrente di Rose Erskin nella serie Ripper Street di BBC One.

## Filmografia
| Anno      | Titolo                      | Ruolo            | Note                          |
| --------- | --------------------------- | ---------------- | ----------------------------- |
| 2005      | Breakfast on Pluto          | Caroline Braden  |                               |
| 2005      | Pure Mule                   | Jennifer Jackson |                               |
| 2006      | Stew                        | Personaggi vari  | Serie televisiva              |
| 2006      | Middletown                  | Adele            |                               |
| 2006      | The 18th Electricity Plan   | Mia              | Cortometraggio                |
| 2006      | The Tiger's Tail            | Samantha         |                               |
| 2006      | Small engine repair         | Melanie          |                               |
| 2006      | Coming Up                   | Aisling          | Episodio: "99, 100"           |
| 2007      | Kitchen                     | Kristy Dunne     | Film TV                       |
| 2007      | Prosperity                  | Natasha          | Episodio: "Gavin's Story"     |
| 2007      | The Old Curiosity Shop      | La marchesa      | Film TV                       |
| 2008      | Single Handed               | Eilish           | Episodio: "The Stolen Child"  |
| 2008      | Danger High Voltage         | Sarah            | Cortometraggio                |
| 2008      | Dorothy Mills               | Mary McMahon     |                               |
| 2008      | Whistleblower               | Karen            |                               |
| 2009      | A Boy Called Dad            | Nia              |                               |
| 2009      | Pure Mule: The Last Weekend | Jennifer Jackson |                               |
| 2009      | The Fixer                   | Paula            | Episodio 4                    |
| 2010      | Being Human                 | Josie            | Episodio: "The Looking Glass" |
| 2010      | Inn Mates                   | Maisie           | Film TV                       |
| 2010      | Law & Order: UK             | Rebecca Anderson | Episodi: "Messinscena"        |
| 2011      | Sirens                      | Angie            | Episodio: "Two Man Race"      |
| 2011      | Merlin                      | Lamia            | Episodio: "Lamia"             |
| 2010      | Misfits                     | Shannon Speers   | Episodio: "Zombie"            |
| 2010      | Henry                       | Claire           | Cortometraggio                |
| 2012      | Jump                        | Marie            |                               |
| 2012      | The Nightclub Days          | Drew             |                               |
| 2008-2013 | Raw                         | Jojo Harte       |                               |
| 2013      | Skins Pure                  | Maddie           |                               |
| 2012-2014 | Ripper Street               | Rose Erskine     |                               |

## Doppiatrici italiane
- Laura Latini in Breakfast on Pluto
- Valentina Favazza in Merlin
- Barbara Pitotti in Skins
- Laura Lenghi in Ripper Street

## Premi

### IFTA
Per il ruolo interpretato in Raw, Charlene McKenna ha vinte il premio come Miglior Attrice Televisiva all'Irish Film and Television Award del 2009.
| Anno | Ricevente | Premio                     | Risultato       |
| ---- | --------- | -------------------------- | --------------- |
| 2009 | Raw       | Miglior Attrice Televisiva | Vincitore/trice |

### Monte Carlo
A giugno dello stesso anno, l'attrice ha vinto il premio come Miglior Attrice in una Miniserie al Festival Televisivo di Monte Carlo per il ruolo in Whistleblower.
| Anno | Ricevente     | Premio                           | Risultato       |
| ---- | ------------- | -------------------------------- | --------------- |
| 2009 | Whistleblower | Miglior Attrice in una Miniserie | Vincitore/trice |

## Vita privata
Charlene McKenna vive attualmente a Londra. In un'intervista ha dichiarato di apprezzare le serie televisive, ma di non sopportare i reality show.